# Ocean Racing Technology
Ocean Racing Technology - португальская команда GP2, которой владеют Тьягу Монтейру и аргентинский инженер Энрике Скалаброни и Хайме Питнанель. Команда была основана под названием BCN Competición в 2002 и была переименована после покупки Монтейру в ноябре 2008.

## История
Команда была создана в 2002 для участия в двухлитровой серии Формуле-Ниссан 2000 пилотами были Андреа Беличчи и Карлос Мартин.
| Результаты выступлений в Формуле-Ниссан 2000 | Результаты выступлений в Формуле-Ниссан 2000 | Результаты выступлений в Формуле-Ниссан 2000 | Результаты выступлений в Формуле-Ниссан 2000 | Результаты выступлений в Формуле-Ниссан 2000 | Результаты выступлений в Формуле-Ниссан 2000 | Результаты выступлений в Формуле-Ниссан 2000 | Результаты выступлений в Формуле-Ниссан 2000 | Результаты выступлений в Формуле-Ниссан 2000 |
| Год                                          | Болид                                        | Пилоты                                       | Победы                                       | Поулы                                        | БК                                           | Очки                                         | ЛЗ                                           | КЗ                                           |
| -------------------------------------------- | -------------------------------------------- | -------------------------------------------- | -------------------------------------------- | -------------------------------------------- | -------------------------------------------- | -------------------------------------------- | -------------------------------------------- | -------------------------------------------- |
| 2002                                         | -Nissan                                      | Андреа Беличчи                               | 1                                            | 2                                            |                                              | 105                                          | 5                                            |                                              |
| 2002                                         | -Nissan                                      | Карлос Мартин                                | 0                                            | 0                                            |                                              | 4                                            | 16                                           |                                              |

В 2003 и 2004 BCN приняла участие в Формуле-3000 и завершил сезон в ранге вице-чемпионов личного и командного зачёта в 2004.
В 2005-06, команда приняла участие в новом чемпионате А1 Гран-при обслуживая команду Южной Африки, но их сменила DAMS в 2006-07.
| Результаты выступлений в А1 Гран-при | Результаты выступлений в А1 Гран-при | Результаты выступлений в А1 Гран-при | Результаты выступлений в А1 Гран-при | Результаты выступлений в А1 Гран-при | Результаты выступлений в А1 Гран-при | Результаты выступлений в А1 Гран-при | Результаты выступлений в А1 Гран-при |
| Год                                  | Болид                                | Пилоты                               | Победы                               | Поулы                                | БК                                   | Очки                                 | КЗ                                   |
| ------------------------------------ | ------------------------------------ | ------------------------------------ | ------------------------------------ | ------------------------------------ | ------------------------------------ | ------------------------------------ | ------------------------------------ |
| 2005-06                              | Lola-Zytek                           | Южная Африка                         | 0                                    | 0                                    | 0                                    | 20                                   | 17                                   |

## Формула-3000 и GP2

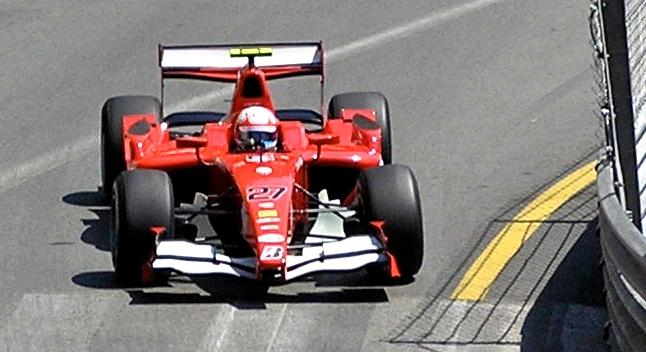
Милош Павлович за рулём BCN на этапе в Монако в сезоне 2008 GP2.

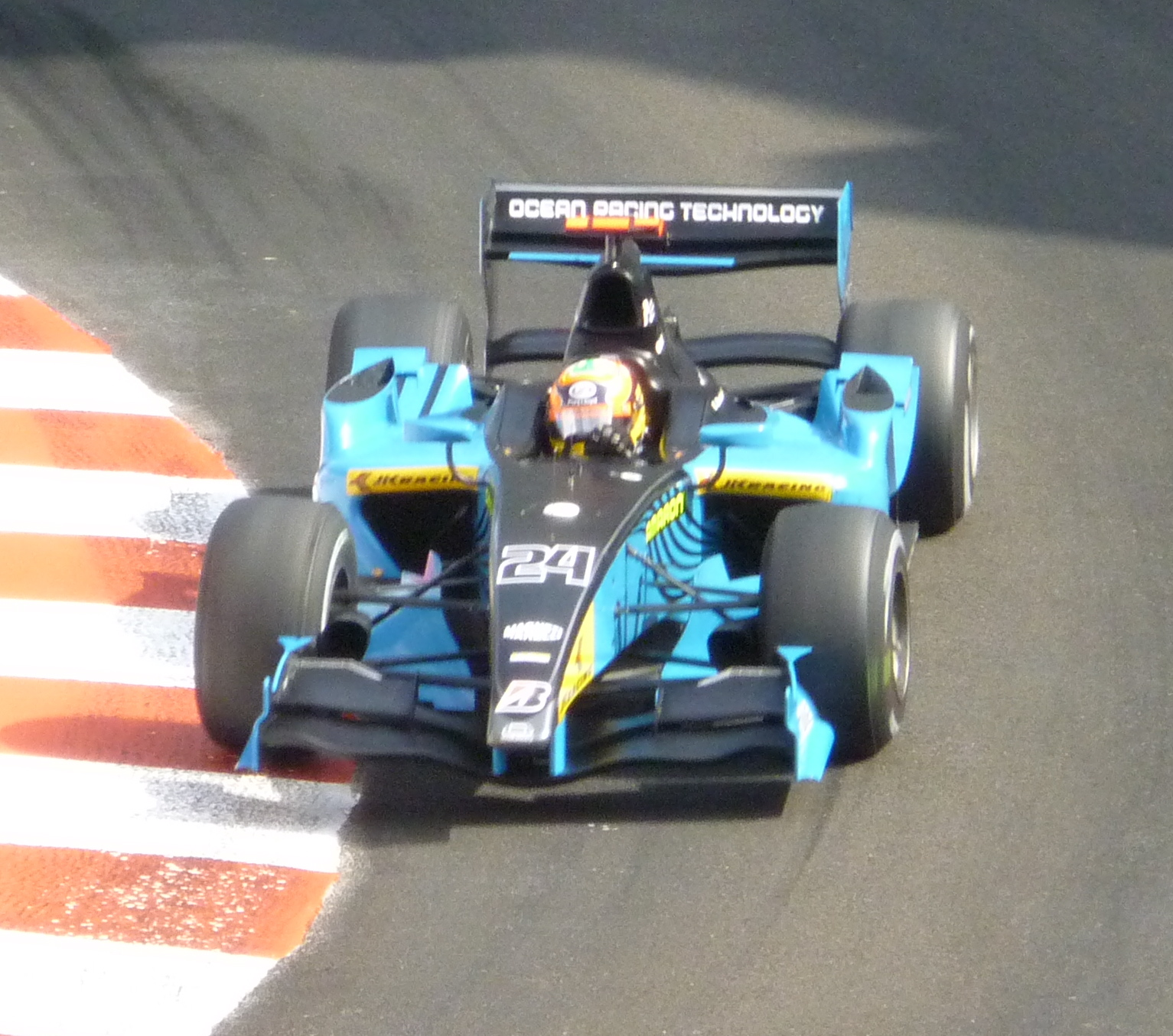
Карун Чандхок за рулём Ocean Racing Technology на этапе в Монако в сезоне 2006 GP2.

В 2003 команда перешла в Формулу-3000. В первом году выступлений, команда использовала рента-драйверов (таких как Уилл Лэнгхорн, Алессандро Пикколо, Фердинандо Монфардини и Роб Нгуен). В том году команда испытывал финансовые проблемы из-за отсутствия титульного спонсора.
В 2004 ситуация улучшилась с приходом итальянца Энрико Токачелло и молодого аргентинца Эстебан Геррьери. В итоге они смогли заработать второе место в командном зачёте с 84 очками (56 Токачелло и 28 Геррьери) позади команды Arden International.
2004 год вывел BCN Competición в круг топ-команд. BCN начало своё участие в новой серии GP2 с другими топ-командами Supernova Racing и Arden. В 2005 команда пригласила венесуэльскую звезду Эрнесто Висо и японца Хироки Ёсимото. Тем не менее, по сравнению с предыдущим годом, 2005 стал большим разочарованием. BCN не смогла принять участие в сражении с Arden и ART Grand Prix. Команда завершила сезон 35 очками и на девятом месте в личном зачёте.
В 2006 команда осталась в ряде средних команд, набирая очки от случая к случаю. Ёсимото продолжил выступать за команду, первое время его напарником был Тимо Глок (который привёл спонсора DHL), но немецкому гонщику было не комфортно в команде и он перешёл в iSport International в середине сезона. Место Глока занял Лука Филиппи. Команда снова заняла девятое место в чемпионате с 22 очками.
В 2007 BCN для участия выбрал двух восходящих азиатских звёзд — тест-пилота Super Aguri Сакона Ямамото и чемпиона Немецкой Формулы-3 Тун Хопиньа. Когда Ямамото перешёл в Формулу-1, его место занял финский пилот Маркус Нимела. На этапе в Турции его заменил соотечественник Хенри Карьялайнен. Тем не менее, выступление команды было ещё хуже и она заработала всего лишь четыре очка.
2008 был немного лучше, но из-за финансовых проблем снова выступали рента-драйверы. Четвёртое место Адриана Вальеса в Монако стало единственным финишем в очках в сезоне.
BCN Competición была куплены бывшим португальским пилотом Формулу-1 Тьягу Монтейру в ноябре 2008. Команда сменила местоположение на Алгарве и была переименована в «Ocean Racing Technology». Одним из гонщиков должен был стать Йелмер Буурман в 2009. Буурман и Фабрицио Крестани подписали контракт на выступление в оставшейся части Сезоне 2008-09 GP2 Asia, где они заменили пилотов BCN Ёсимото и Луку Филиппи, которые выступили на первом этапе. В итоге контракты на сезон 2009 GP2 были подписаны с Альвару Паренте и Каруном Чандхоком
| Результаты выступлений в GP2 | Результаты выступлений в GP2 | Результаты выступлений в GP2 | Результаты выступлений в GP2 | Результаты выступлений в GP2 | Результаты выступлений в GP2 | Результаты выступлений в GP2 | Результаты выступлений в GP2 | Результаты выступлений в GP2 |
| Год                          | Болид                        | Пилоты                       | Победы                       | Поулы                        | БК                           | Очки                         | ЛЗ                           | КЗ                           |
| ---------------------------- | ---------------------------- | ---------------------------- | ---------------------------- | ---------------------------- | ---------------------------- | ---------------------------- | ---------------------------- | ---------------------------- |
| 2005                         | Dallara-Mecachrome           | Эрнесто Висо                 | 0                            | 0                            | 1                            | 21                           | 12                           | 9                            |
| 2005                         | Dallara-Mecachrome           | Хироки Ёсимото               | 0                            | 0                            | 1                            | 24                           | 16                           | 9                            |
| 2006                         | Dallara-Mecachrome           | Тимо Глок                    | 0                            | 0                            | 0                            | 5                            | 4 †                          | 9                            |
| 2006                         | Dallara-Mecachrome           | Хироки Ёсимото               | 0                            | 0                            | 0                            | 12                           | 15                           | 9                            |
| 2006                         | Dallara-Mecachrome           | Лука Филиппи                 | 0                            | 0                            | 0                            | 7                            | 19                           | 9                            |
| 2007                         | Dallara-Mecachrome           | Тун Хопинь                   | 0                            | 0                            | 0                            | 4                            | 23                           | 13                           |
| 2007                         | Dallara-Mecachrome           | Сакон Ямамото                | 0                            | 0                            | 0                            | 0                            | 30                           | 13                           |
| 2007                         | Dallara-Mecachrome           | Маркус Нимела                | 0                            | 0                            | 0                            | 0                            | 31                           | 13                           |
| 2007                         | Dallara-Mecachrome           | Хенри Карьялайнен            | 0                            | 0                            | 0                            | 0                            | НКЛ                          | 13                           |
| 2008                         | Dallara-Mecachrome           | Паоло Мария Ночера           | 0                            | 0                            | 0                            | 0                            | 34                           | 12                           |
| 2008                         | Dallara-Mecachrome           | Адриан Вальес†               | 0                            | 0                            | 0                            | 5                            | 21                           | 12                           |
| 2008                         | Dallara-Mecachrome           | Милош Павлович               | 0                            | 0                            | 0                            | 0                            | 32                           | 12                           |
| 2008                         | Dallara-Mecachrome           | Карлос Яконелли              | 0                            | 0                            | 0                            | 0                            | 29                           | 12                           |

| Результаты выступлений в Формуле-3000 | Результаты выступлений в Формуле-3000 | Результаты выступлений в Формуле-3000 | Результаты выступлений в Формуле-3000 | Результаты выступлений в Формуле-3000 | Результаты выступлений в Формуле-3000 | Результаты выступлений в Формуле-3000 | Результаты выступлений в Формуле-3000 | Результаты выступлений в Формуле-3000 |
| Год                                   | Болид                                 | Пилоты                                | Победы                                | Поулы                                 | БК                                    | Очки                                  | ЛЗ                                    | КЗ                                    |
| ------------------------------------- | ------------------------------------- | ------------------------------------- | ------------------------------------- | ------------------------------------- | ------------------------------------- | ------------------------------------- | ------------------------------------- | ------------------------------------- |
| 2003                                  | Lola B02/50-Zytek Judd KV             | Роб Нгуен                             | 0                                     | 0                                     | 0                                     | 5                                     | 15                                    | 9                                     |
| 2003                                  | Lola B02/50-Zytek Judd KV             | Валерио Скасселлати                   | 0                                     | 0                                     | 0                                     | 0                                     | НКЛ                                   | 9                                     |
| 2003                                  | Lola B02/50-Zytek Judd KV             | Алессандро Пикколо                    | 0                                     | 0                                     | 0                                     | 0                                     | НКЛ                                   | 9                                     |
| 2003                                  | Lola B02/50-Zytek Judd KV             | Уилл Лэнгхорн                         | 0                                     | 0                                     | 0                                     | 0                                     | НКЛ                                   | 9                                     |
| 2003                                  | Lola B02/50-Zytek Judd KV             | Марк Хайнс                            | 0                                     | 0                                     | 0                                     | 0                                     | НКЛ                                   | 9                                     |
| 2003                                  | Lola B02/50-Zytek Judd KV             | Джованни Бертон                       | 0                                     | 0                                     | 0                                     | 0                                     | НКЛ                                   | 9                                     |
| 2003                                  | Lola B02/50-Zytek Judd KV             | Фердинандо Монфардини                 | 0                                     | 0                                     | 0                                     | 0                                     | НКЛ                                   | 9                                     |
| 2004                                  | Lola B2/50-Zytek                      | Энрико Токачелло                      | 1                                     | 1                                     | 0                                     | 56                                    | 2                                     | 2                                     |
| 2004                                  | Lola B2/50-Zytek                      | Эстебан Геррьери                      | 0                                     | 0                                     | 0                                     | 28                                    | 6                                     | 2                                     |

* † Гонщики которые выступали более чем в одной команде за сезон. В финальный зачёт включены результаты за все команды.
- ЛЗ = позиция в личном зачёте, КЗ = позиция в командном зачёте, БК = количество быстрых кругов.